# 格盧博基 (盧甘斯克州)
格卢博基是位於烏克蘭東部的市級鎮，由盧甘斯克州阿尔切夫斯克区的卡季伊夫卡市鎮負責管轄。該鎮距離洛穆瓦特卡5公里，面積14平方公里，2011年人口221，人口密度每平方公里15.79人。